# Khaled Zarat
 (novembre 2022).
 (novembre 2022).
Khaled Zarat (en arabe : خالد زرات) est président-directeur général du Groupe Télécom Algérie depuis octobre 2021 et membre du Conseil national de la recherche scientifique et des technologies en Algérie depuis septembre 2022. Il est de nationalité algérienne.

## Biographie

### Formation
Khaled Zarat est titulaire d’un diplôme d'ingénieur d’État en informatique. Il a étudié à l’Université des Sciences et de la Technologie Houari Boumediene (USTHB).

### Carrière
- Décembre 2009 – juin 2014 : Infrastructure Senior Manager (Chief Information Officer) MTN IT[3],[4].
- Depuis septembre 2021 à juin 2025  : Président Directeur Général & Président du Conseil d’Administration – GROUPE TELECOM ALGERIE[1].